# تسرکوونیتسا
تسرکوونیتسا (به صربی: Crkovnica) یک منطقهٔ مسکونی در صربستان است که در لسکواس واقع شده‌است. تسرکوونیتسا ۱۳۳ نفر جمعیت دارد.